# Андреј Карлов
Андреј Генадјевич Карлов (рус. Андрей Геннадьевич Карлов; Москва, 4. фебруар 1954 – 19. децембар 2016) био је руски дипломата који је служио као руски амбасадор у Турској, а раније као руски амбасадор у Северној Кореји.
Дана 19. децембра 2016. године, док је говорио на изложби уметничке галерије у Анкари, Карлова је убио Мевлут Мерт Алтинташ, турски полицајац који није био на дужности.

## Биографија
Карлов је рођен у Москви 4. фебруара 1954. године у породици Генадија Карлова и Марије Александровне. Имао је и сестру Јелену Ширанкову која је била 6 година млађа од њега. Карлов отац је 1968. године преминуо у 37. години од срчане слабости када је Карлов имао 14 година.
Године 1975. Карлов се оженио Марином Михајловном и заједно су добили сина Генадија који је рођен неколико година касније. Андреј Карлов је био православни хришћанин.
Карлов је 1976. године дипломирао на Московском државном институту за међународне односе. Исте године ступио је у дипломатску службу.
Течно је говорио корејски и енглески.
Године 1992. дипломирао је на Дипломатској академији Министарства иностраних послова Русије. Течно је говорио корејски и служио је у различитим улогама у совјетској амбасади у Северној Кореји од 1979. до 1984. и 1986. до 1991. године. Између 1992. и 1997. радио је у руској амбасади у Јужној Кореји, а био је и амбасадор Русије у Северној Кореји од јуна 2001. до децембра 2006. године. Док је служио као амбасадор у Северној Кореји, имао је кључну улогу у изградњи Цркве Животворне Тројице, руске православне цркве у Пјонгјангу, кроз разговоре са Ким Џонг Илом. Црква је освећена 2006. године.
Од 2007. до 2009. године, Карлов је био заменик директора Конзуларног одељења Министарства спољних послова Русије. Унапређен је у директора одељења у јануару 2009. године. За амбасадора у Турској именован је јула 2013. године.
Карлов је био амбасадор у Турској током бурног периода између две земље. Русија и Турска доживеле су најгору дипломатску кризу у последњих неколико година након обарања руског авиона у новембру 2015. године, након што је Турска тврдила да је нарушила њен ваздушни простор. Односи Русије и Турске су били озбиљно затегнути након инцидента, а Русија је увела економске санкције и ограничења путовања за своје грађане. Карлов је за кризу окривио Турску, а дипломатски односи су нормализовани тек у јуну 2016. године. Током интервјуа два месеца након инцидента, Карлов је такође тврдио да нема доказа да руски ратни авиони бомбардују цивиле у Сирији.

## Атентат
Дана 19. децембра 2016, у 20:15, на Карлова је пуцао и смртно ранио Мевлут Мерт Алтıнтас, 22-годишњи турски полицајац који није на дужности, на изложби уметности у Анкари. Нападач, који је био обучен у одело и кравату, отворио је ватру на Карлова из непосредне близине док је амбасадор држао говор пред новинарима, смртно ранивши амбасадора и ранивши неколико других. Нападач је ушао у галерију након што је обезбеђењу показао полицијску легитимацију.

На снимку напада види се како атентатор виче: „Не заборавите Алеп, не заборавите Сирију!“ и " Алаху Акбар" (Бог је највећи) док у једној руци држи пиштољ, а другом маше у ваздуху у тевхидском поздраву. Нападач је викао на арапском и турском. Турске снаге безбедности су потом упуцале Алтинташа. Обојица су хитно пребачени у болницу, али су од задобијених повреда преминули.
Атентат се догодио након дугог периода високо поларизоване и подстрекане политичке атмосфере у Турској, и након вишедневних протеста исламистичких елемената турске јавности против руског учешћа у грађанском рату у Сирији и бици око Алепа, као и недавни преговори руске и турске владе о прекиду ватре. Руски председник Владимир Путин описао је атентат као покушај нарушавања турско-руских веза. И турски и руски званичници прогласили су Гуленов покрет одговорним за атентат. У међувремену је Армија освајања, која укључује фронт Ал Нусра, преузела одговорност за атентат, наводи руска новинска агенција ТАСС.
Андреј Карлов је четврти руски амбасадор који је погинуо на дужности од убиства Александра Грибоједова у Техерану 1829. године. Пре Карлова, Пјотр Војков, совјетски изасланик у Пољској, стрељан је у Варшави 1927 године; 1923. године, Ватслав Воровски је убијен у Лозани.

## Награде и заоставштина
Карлов је одликован Орденом Серафима Саровског 3. степена за улогу у успостављању Руске православне цркве у Пјонгјангу док је био амбасадор у Северној Кореји. Два дана након смрти, 21. децембра 2016, Кремљ му је постхумно доделио титулу Хероја Руске Федерације.
Град Анкара саопштио је да ће изложбена сала у којој је убијен Карлов бити преименована у његово сећање. Турски министар иностраних послова Мевлут Чавушоглу рекао је да ће улица Карјагди у Анкари, где се налази руска амбасада – такође бити преименована у Карлов. Руски председник Владимир Путин саопштио је да је затражио да Министарство спољних послова „изнесе предлог за овековечење сећања на Карлова“.